# Simon Stock

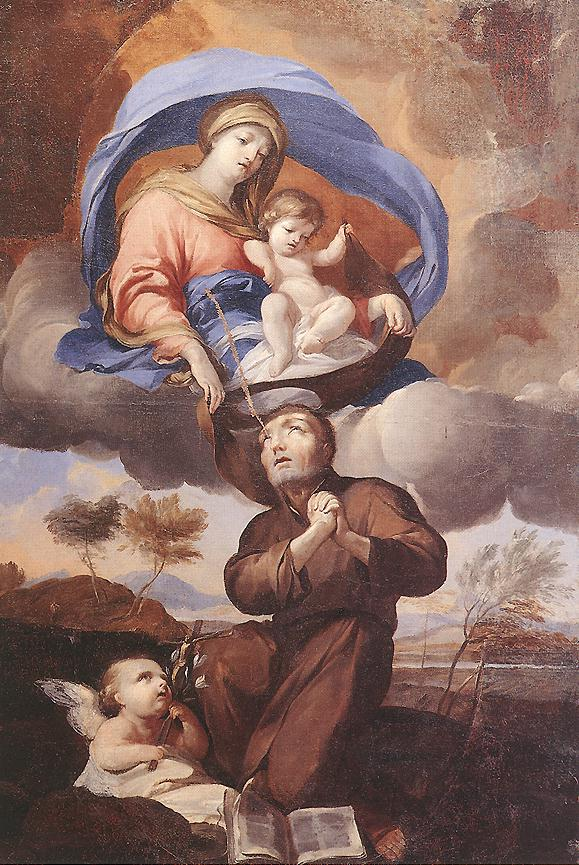
Simon Stock empfängt das Skapulier von der Gottesmutter

Simon Stock (* in der Grafschaft Kent; † 16. Mai 1265 in Bordeaux) war Generalprior der Karmeliten. Er wird in der römisch-katholischen Kirche als Heiliger verehrt. Sein Gedenktag ist der 16. Mai.

## Leben
Simon Stock wurde um das Jahr 1165 in der englischen Grafschaft Kent geboren. Er lebte der Überlieferung nach als Eremit in einem hohlen Baum, bis 1237 Karmeliten nach England kamen. Daraufhin trat Simon 1241 dem Orden der Karmeliten bei und wurde beim Generalkapitel 1245 in Aylesford zum Generalprior des Ordens gewählt. 1251 hatte er eine Vision der Gottesmutter, die ihm ein Skapulier überreichte. Dieses Skapulier wurde Teil des Habits der Karmeliten. Aus der Verheißung der Vision des hl. Simon entwickelten sich auch das kleine Skapulier Unserer Lieben Frau vom Berge Karmel, auch „braunes Skapulier“ genannt, und die Skapulierbruderschaften. Am 16. Mai 1265 starb Simon während einer Visitationsreise in Bordeaux.
Auf Stocks Vision bezieht sich das Kirchen-Patrozinium Heilige Maria vom Skapulier.